# چمستان
چَمِسْتان، که به زبان مازندرانی (طبری) و در گویش بومی و محلی چَماسِّن یا چَمِسْتون نامیده می‌شود، یکی از شهرهای استان مازندران است. این شهر مرکز بخش چمستان از شهرستان نور می‌باشد. مردم چمستان از قومیت طبری هستند و به زبان مازندرانی صحبت می‌کنند. جاده‌ای به شکل نیم‌دایره (نعل) چمستان را به نور و آمل وصل می‌کند. این شهر دارای شهرداری، بخشداری، دادگستری، سایر ادارات و دوایر دولتی، امکانات گازکشی، کتابخانه، عمومی، سینما، و کانون فرهنگی‌تربیتی است.

## وجه تسمیه
نام چمستانی در تاریخ خانی (تألیف ۹۲۲ق) به صورت چامستان ذکر شده است. نام چمستان در سفرنامه رابینو به صورت چماستان و در سفرنامه ملگنوف به صورت چمستان و چوماسان ثبت شده است. نام در اسناد داخلی به صورت چماستان و چماسان ثبت شده است. نام چمستان را برخی دگرگون‌شدهٔ چمنستان و برخی دگرگون‌شدهٔ چمازستان دانسته‌اند. چماز نام نوعی سرخس است. در فرهنگ آبادی‌های ایران درمورد چمستان چنین آمده است: چمستان دهی از دهستان ناتل‌رستاق بخش نور شهرستان آمل می‌باشد. شهر چمستان مرکز دهستان ناتل‌رستاق می‌باشد.

## تاریخچه

### دوران باستان

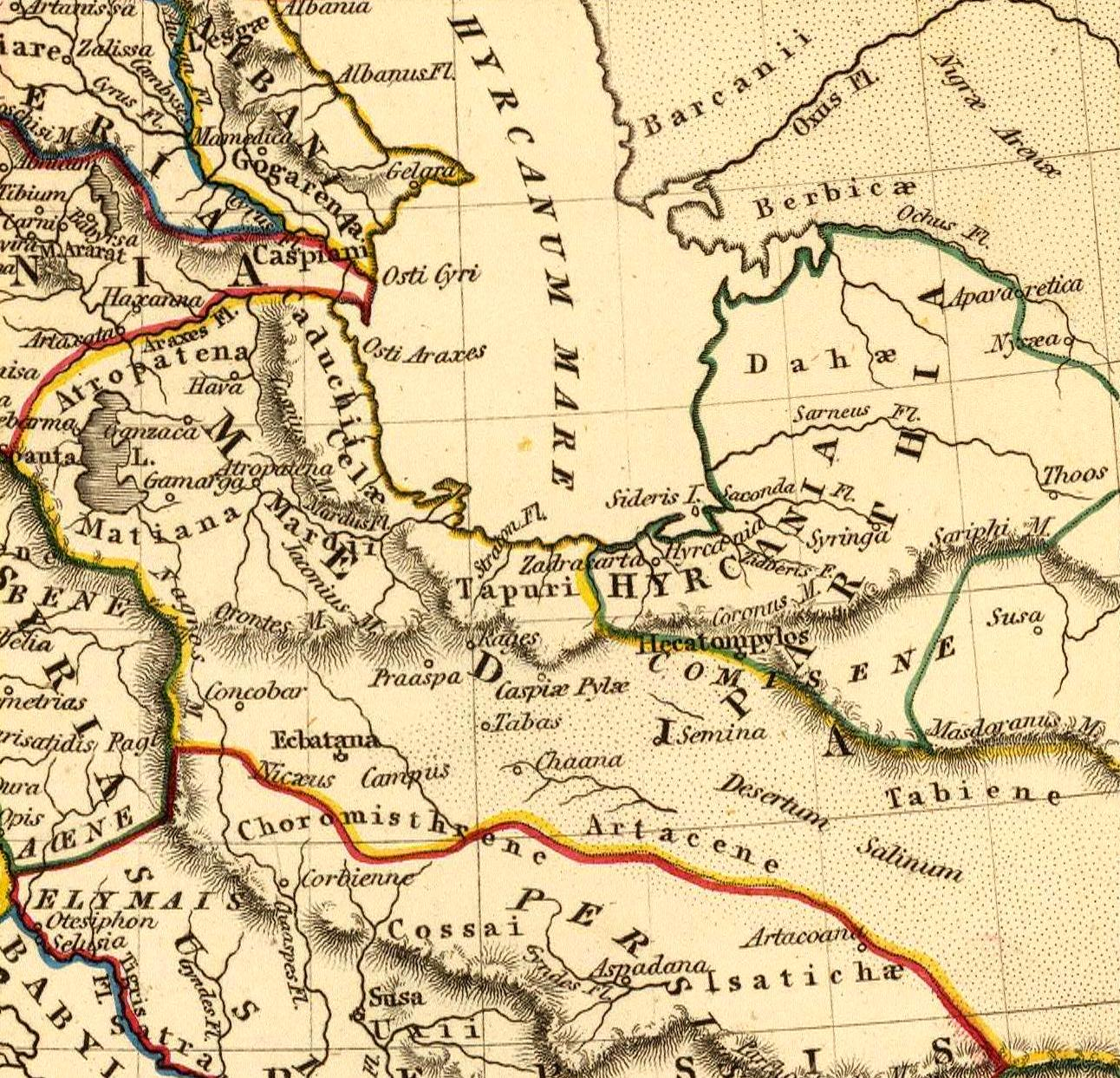
موقعیت تپورها در قرن دوم قبل از میلاد، از شرق سپیدرود تا اسرم هیرکانیا

استان مازندران پیش از اسلام تپورستان (به پهلوی: ) نامیده می‌شد که برگرفته از نام قوم تپوری (به یونانی: Τάπυροι) می‌باشد که پس از اسلام قوم طبری نام گرفتند و سرزمینشان طبرستان نامیده شد.
به اعتقاد مورخان آماردها نخستین سکنه باستانی مازندران بودند و آماردها از آمل تا تنکابن و تپورها از آمل تا گرگان سکونت داشتند. در عصر هخامنشی در کرانه جنوبی دریای مازندران اقوام، تپوری، آمارد، آناریاکه و کادوسی سکونت داشتند. مورخان آماردها را به مردمان داهه و سکایی و پارسی پیوند داده‌اند.
هرودوت از قبیله مارد (mardes) در کنار دائی‌ها (daens)، دروپیک‌ها (dropiques)، و ساگارتی‌ها (sagarties) به عنوان پارس‌های کوچنشین و صحراگرد یاد کرده است. پلینیوس مورخ یونانی محل آماردها را قسمت شرقی مارگانیا شناسایی کرده است. استرابون(۶۳ ق. م) قوم آمارد را در کنار اقوام تپوری، کادوسی و کرتی به عنوان اقوام کوهستان نشین شمال کشور یاد می‌کند. استرابو می‌نویسد: تمام مناطق این کشور به استثنای بخشی به سمت شمال که کوهستانی و ناهموار و سرد است و محل زندگی کوهنشینانی به نام کادوسی (Cadusii) و آماردی (Amardi) و تپوری (Tapyri) و کرتی (Cyrtii) و سایر مردمان دیگراست، حاصلخیز است.
به گفته واسیلی بارتلد تپوری‌ها در قسمت جنوب شرقی ولایت سکونت داشتند و در قید اطاعت هخامنشیان درآمده بودند و آماردها مغلوب اسکندر مقدونی و بعد مغلوب اشکانیان شدند و اشکانیان در قرن دوم ق.م. آنها را در حوالی ری سکونت دادند و اراضی سابق آماردها به تپوری‌ها اهدا شد و بطلمیوس در شرح دیلم یعنی قسمت شرقی گیلان در ساحل بحر خزر در آن زمان از تپوری‌ها نام می‌برد.به گفته یحیی ذکا در «کاروند کسروی» آورده است: آماردان یا ماردان، در زمان لشکر کشی اسکندر مقدونی به ایران، این تیره در مازندران نشیمن می‌داشتند و آن هنگام هنوز قبایل تپوران به آنجا نیامده بودند. به گفته مجتبی مینوی قوم آمارد و قوم تپوری در سرزمین مازندران می‌زیستند و تپوری‌ها در ناحیه کوهستانی مازندران و آماردها در ناحیه جلگه‌ای مازندران سکونت داشتند. در سال ۱۷۶ ق. م فرهاد اول اشکانی قوم آمارد را به ناحیه خوار کوچاند و تپوری‌ها تمام ناحیه مازندران را فرو گرفتند و تمام ولایت به اسم ایشان تپورستان نامیده شد. شهرهای آمل، چالوس، کلار، سعیدآباد و رویان جزئی از سرزمین قوم تپوری بودند.

### ناتل
ولایت نور در صدر اسلام ناتل نامیده می‌شد. شهر چمستان مرکز دهستان ناتل‌رستاق می‌باشد. ناتل نام ولایتی در طبرستان بود و همچین نام شهری میان آمل و چالوس بود. ابن رسته، ابن فقیه همدانی، اصطخری و ابن حوقل کهن‌ترین منابعی هستند که در قرن سوم از این ولایت نام برده‌اند. در ناتل دژی پادگانی به نام «دوک» یا «دون» قرار دشت که در آن ۵۰۰ سرباز آماده حضور داشتند. شهر ناتل در دوره عباسیان از بزرگ‌ترین شهرهای طبرستان بود. یاقوت حموی در معجم‌البلدان، «ناتل» یا «ناتله» را یکی از شهرهای بخش دشتی طبرستان نامیده است که بین آمل و چالوس و با فاصلهٔ پنج فرسخی از هردو شهر قرار دارد. در حدودالعالم، ناتل به همراه چالوس و کلار از کورهٔ رویان و جزئی از خاک طبرستان معرفی شده است که پادشاه جدا داشت که به آن «استندار» می‌گفتند. در اکثر منابع تاریخی از ناتل به عنوان شهری آباد در منطقه سرسبز و پرحاصل و دارای علما و فضلا یاد شده است. در ادوار مختلف در ناتل قصرهایی همچون قصر حسام‌الدوله اردشیر باوندی از ملوک طبرستان بنا شد. در کتاب تاریخ رویان در شرح وقایع تاریخی و درگیری‌های شمال ایران، بارها به ناتل اشاره شده است. ظهیرالدین مرعشی ناتل را مرکز دشت رستمدار معرفی می‌کند. شهر ناتل مرکز پادوسبانان آل کاووس نور بود که از نسل ملک کاووس یکم بود. در زمان فرمانروایی مرعشیان بر طبرستان ۷۸۲ قمری، فخرالدین بن قوام الدین مرعشی پس از فتح رستمدار شهر واتاشان که قریه‌ای در نزدیکی ناتل بود به عنوان مقر رستمدار انتخاب شد. به نظر می‌رسد شهر واتاشان و ناتل در اثر حمله تیمور تا سال ۸۰۵ قمری نابود شده باشد.

### موقعیت ناتل در طبرستان
از ناتل، چالوس و کلار به عنوان شهرهای طبرستان یاد شده است.
ابن رسته مورخ قرن سوم، طبرستان از جانب مشرق به گرگان و قومس و از طرف مغرب به دیلم و از طرف شمال به دریا و از طرف جنوب به به بعضی از نواحی قومس و ری محدود می‌شود. به گفته ابن رسته مراکز و بخش‌های طبرستان چهارده تا است و خورهٔ آمل که کرسی و مرکز آن ناحیت است و شهرهایش عبارتند از: ساری و مامطیر و تُرنجه و روُبست و میله و مرارکدیه (کدح) و مِهروان و طَمیس و تَمار و ناتل و شالوس (چالوس) و رویان و کلار.
اصطخری می‌نویسد: آمل، ناتل، سالوس (چالوس)، کلار، رویان، میله، برجی، چشمهٔ‌الهم، ممطیر، ساری، مهروان، لمراسک و تمیشه در شمار طبرستان است.
ابن حوقل در وصف طبرستان می‌نویسد: بزرگ‌ترین شهر طبرستان شهر آمل و در زمان ما حاکم نشین آنجاست. از پلور تا آمل یک منزل است و از آمل به شهر میله دو فرسخ و از میله تا تریجی دو فرسخ و از تریجی به ساری یک منزل و از ساری تا استرآباد چهار منزل و از استرآباد تا گرگان دو منزل راه است و از آمل تا ناتل یک منزل و از ناتل تا چالوس یک منزل و به سمت دریا تا عین الهم یک منزل است. ابن حوقل می‌نویسد: شهرهای آمل، شالوس (چالوس)، کلار، رویان، میله، تریجی، عین الهم، مامطیر، ساریه و طمیسه جز ولایت طبرستان است.
مقدسی نیز در احسن التقاسیم فی معرفة الاقالیم «جرجان، طبرستان، دیلمان و جیلان» را در اقلیم پنجم عالم معرفی کرده است. مقدسی همچنین طبرستان را دارای کوه‌های بسیار و باران فراوان، وصف کرده و آمل را مرکز طبرستان و چالوس، مامَطیر، تُرنجَه، ساریه، تمیشه و… را از شهرهای طبرستان دانسته است.
به نقل از حدود العالم تمیشه، لمراسک، ساری، مامطیر، تریجی، میله، آمل، الهم، ناتل، رودان، چالوس و کلار در شمار طبرستان هستند. به گزارش مؤلف حدود العالم ناتل، رودان، چالوس و کلار شهرک هایی‌اند اندر کوه و شکستگی‌ها و این ناحیتی است هم از طبرستان و لکن پادشاهی دیگر است و پادشاه آن استندار خوانند.
ابوالقاسم بن احمد جیهانی در کتاب اشکال‌العالم می‌نویسد: از شهرهای طبرستان: آمل، ناتل، سالوس (چالوس)، کلارودان، عین‌الهم، مامطیر، ساری، تمیشه، استرآباد، جرجان، آبسکون و دهستان است. راه آمل به دیلم، آمل تا ناتل از آنجا تا سالوس و از آنجا تا کلار و از آنجا تا دیلم است. رابینو می‌نویسد: وسعت دیلم تا بیش از یک منزلی مغرب ناحیه کلار طبرستان نبوده است. حمزه اصفهانی مورخ قرن سوم در کتاب سنی ملوک الارض و الانبیا می‌نویسد: طبرستان دارای کوره‌های بسیار بود که یکی از آنها سرزمین دیلم است و ایرانیان دیلمیان را اکراد طبرستان می‌نامیدند چنان‌که عربان مردم عراق را اکراد سورستان می‌خواندند.
ابن اسفندیار طبرستان را از شرق تا غرب، محدود به دینارجاری تا ملاط دانسته، که معادل تقریبی جرجان و رودسر کنونی هستند. ابن اسفندیار در کتاب تاریخ طبرستان از شهرهای طبرستان که دارای جامع و مصلی بودند چنین نام می‌برد: به هامون آمل، ساری، مامطیر، رودبست، تریجه، میله، مهروان، اهلم، پای‌دشت، ناتل، کنو، شالوس (چالوس)، بیخوری، لمراسک، طمیش و به کوهستان کلار، رویان، نمار، کجویه، ویمه، شلنبه، وفاد، الجمه، شارمام، لارجان، امیدوارکوه، پریم و هزارگری.
ظهیرالدین مرعشی در کتاب تاریخ طبرستان و رویان و مازندران می‌نویسد: حد طبرستان از طرف شرقی دیناره‌جاری و از طرف غربی ملاط که آن قریه شهر هوسم که اکنون به فرضه روده‌سر اشتهارد دارد. حد مازندران از طرف شرقی بیشه انجدان می‌باشد و از طرف غربی ملاط می‌باشد. حد گرگان حالیا که به استرآباد مشهور است و اصلاً دهستان می‌گفتند شرقی دیناره جاری است که حد شرقی تمام طبرستان است و غربی انجدان که حد شرقی مازندران است. به گفتهٔ ظهیرالدین مرعشی مازندران بخشی از طبرستان است و سرزمین طبرستان، گرگان و مازندران هر دو را در بر می‌گرفت.

### رویان
رویان به سرزمینی آباد در غرب مازندران گفته می‌شد که شامل نور، کجور، کلارستاق، لنگا، تنکابن، سختسر، هوسم، الموت، طالقان، لورا، ارنگه، رودبار قصران و لارقصران می‌شد. به گفته ابن فقیه همدانی، رویان از کوره‌های طبرستان است و از شهرهای رویان: چالوس، لارز، شرز و بذشوارجر است. در حدودالعالم؛ ناتل، چالوس و کلار از کورهٔ رویان و جزئی از خاک طبرستان معرفی شده است.

### رستمدار
از قرن هفتم تا دوره صفویه منطقهٔ رویان عمدتاً با نام رویان و رستمدار یا رستمدار شناخته می‌شد و در این دوره مرزها ی ولایت رستمدار شامل مناطق کلارستاق، کجور، نور، طالقان، لاریجان، لواسانات، شمیرانات و مناطق پشت کوه البرز مرکزی می‌شد. سابقاً طبرستان شامل گرگان، استرآباد، مازندران و رستمدار می‌شد یعنی سرتاسر ناحیه‌ای که بین دینار جاری در مشرق و ملاط لنگرود (واقع در گیلان) در مغرب بود را شامل می‌گشت. سرحدات قدیمی رستمدار عبارت بود از: سیسنگان یا رودخانه مانهیر در مشرق و ملاط لنگرود در مغرب. مدتی بعد این سرحدات تغییر شکل یافتند و می‌توان گفت که رستمدار ناحیه‌ای را که از آمل تا گیلان ادامه می‌یافت شامل می‌شد. رویان نام اراضی مسطح بود ولی همچنین به سرتاسر رستمدار نیز گفته می‌شد.

## جغرافیا
ارتفاع چمستان با سطح دریا نسبت به آبادیهای دیگر تحت پوشش آن بیشتر است.
چمستان یکی از بخش‌های شهرستان نور باچشم انداز بسیار زیبا درحاشیه جنگلهای انبوه همچنان سرو قامت برافراشته از طبیعت سرسبز شمال که در فاصله ۱۵کیلومتری نور و به ایزدشهر با جاده چهار کیلومتری شوسه و بیست و دو کیلومتری آمل با و ۹۰ کیلومتری ساری مرکز استان و حدود ۱۸۰کیلومتر با تهران واقع گردیده است که حدودمشخصات واربعه آن از شمال به ایزد شهر وغرب به بخش مرکزی شهرستان نور و از جنوب به بخش بلده وکوهپایه‌های البرز مرکزی و شرق به شهرستان آمل محدود می‌شود ومساحت آن حدود ۱۵۴۷ کیلومتر مربع دارای ۹۶ پارچه آبادی و در جلگه‌های هموار که از جنوب به رشته کوه البرز میانی منتهی می‌گردد.

## منطقه کجور
محدوده تاریخی کجور از شمال به دریای مازندران از غرب به رود چالوس از شرق به سولده (نور) و از جنوب به دره نور محدود می‌شود. منطقه کجور به همراه کلارستاق، لنگا، تنکابن، سختسر و هوسم بخشی از رویان کهن بود که بعدها رسمتدار نام گرفت. رویان کهن از نواحی غربی طبرستان محسوب می‌شده است.

## جاذبه‌های گردشگری
چمستان دارای طبیعت بسیار زیبا و بکر و دست نخورده است که امروزه در کمتر جایی یافت می‌شود. روستای ییلاقی لاویج دارای آب گرم طبیعی در ۲۵ کیلومتری جنوب چمستان، پارک جنگلی کشپل، بخش قدیمی آبادی هلاپون و شهر فراموش شدهٔ واتاشان از نقاط دیدنی پیرامون شهر چمستان هستند.
1. کوه‌های مهم: میرخمند - واز- لاویج- طارم- رودبارک -گزناسرا و…
2. طوایف مهم: ناییجی _گل - بلده‌ای - لونج- کُپُج- لاویجی- دشتی- لورائی-سالده ای، دهقان
3. محصولات مهم بخش کشاورزی: برنج- گندم- جو-سیب زمینی
4. محصولات دامپروری و پرورش دام وطیور- عسل و تخم مرغ و …
5. پارک‌های جنگلی کشپل: این پارک جنگلی در ابتدای ورودی چمستان در قسمت غرب و در محور جاده لاویج قرار دارد، پارکی در حاشیهٔ زیبای لاویج رود، با چشمه‌های پرآب و زلال، امکانات نسبی اقامتی و محل بازی کودکان که این پارک را به تفریگاه مردم منطقه و مسافران غیر بومی تبدیل نموده است.
6. دریاچه الیمالات: جنگل‌های هیرکانی چمستان جاذبه‌های دیدنی بسیاری دارند. دریاچه الیمالات از دریاچه‌های طبیعی موجود در جنگل‌های چمستان است که بسیار دیدنی و زیباست و قابلیت این را دارد که هر گردشگری را به خود جلب کند.
7. جنگل واز: جنگل واز جزء جنگل‌های قدیمی و باستانی شهر چمستان است. این جنگل پر است از درختان افرا، بلوط، راش، و دیگر پوشش‌های گیاهی و به علت صعب العبور بودن جاده ای که دارد یکی از مناطق دست نخورده است.
8. آب‌گرم معدنی لاویج: روستای ییلاقی لاویج در ۱۸ کیلومتری جنوب چمستان در میان دره‌های جنگلی و زیبای البرز قرار دارد. در ابتدای ورودی چمستان از غرب یک مسیر زیبای آسفالته به طرف جنوب که از جاده اصلی منشعب می‌شود و با عبور از پارک جنگلی کشپل به لاویج ختم می‌شود. روستای ییلاقی " لاویج "، یکی دیگر از نقاط ذیذنی و جذاب این منطقه است که از پرطرفدارترین جاذبه‌های گردشگری این منطقه است که هر سال مسافران زیادی را به این منطقه می‌کشاند.

آب‌های گرم لاویج به دلیل خواص بالای درمانی برای دردهای استخوان و مفاصل و بیماری‌های پوستی همواره گردشگران فراوانی را در تمام فصول سال به خود اختصاص داده است، امکاناتی مناسب نیز در آن منطقه برای اقامت و استفاده از آب معدنی ایجاد شده است.
با توجه به اینکه جاده چمستان به لاویج از کشپل می‌گذرد و از میان جنگل عبور می‌کند،
به همین دلیل فضای دلپذیری را برای گردشگران فراهم می‌سازد.
1. فیل سنگی: در مرکز روستای لاویج قطعه سنگ بزرگی وجود دارد که بر اثر عوامل و فرسایش طبیعی به شکل فیل نشسته بر زمین خودنمایی می‌کند که مسافران از این روستای خوش آب و هوا با این منظره طبیعی و منحصر بفرد دیدن می‌کنند. (فیل سنگی در کنار آبگرم فیل سنگی قرار داد یعنی در مجموعه آبگرم فیل سنگی)
2. بقعه آقا شاه بالوزاهد: این بقعه در روستای آهودشت، در۳کیلومتری شرق چمستان واقع شده است. بقعه مذکور در ضلع شمالی و مجاور با جاده قرار دارد. آقا شاه بالو از عرفای اواخر قرن ۷ هجری قمری و مرشد شیخ حسن جوری چهره اصلی نهضت سربداران خراسان در عهد حکومت مغولان بوده است.

بنای آجری با گنبدی مخروطی و تزئینات کاشیکاری بر روی مرقد آقا شاه بالو زاهد ساخته شذه که از آثار مهم تاریخی مازندران به‌شمار می‌رود.

## جمعیت
بر اساس سرشماری سال ۱۳۹۵ جمعیت این شهر برابر با ۱۱٬۱۹۴ نفر جمعیت بوده است. مردم چمستان از قومیت طبری هستند که ریشه آن به آماردیان و قوم تپوری می‌رسد. مردم چمستان به زبان طبری (مازندرانی) و گویش کجوری سخن می‌گویند.